# Guglielmo Del Bimbo
Guglielmo Del Bimbo, né le 20 octobre 1903 à Livourne et mort le 3 novembre 1973, est un rameur d'aviron italien.

## Carrière
Guglielmo Del Bimbo participe aux Jeux olympiques de 1932 à Los Angeles. Il remporte la médaille d'argent en huit, avec Vittorio Cioni, Mario Balleri, Renato Bracci, Renato Barbieri, Roberto Vestrini, Dino Barsotti, Enrico Garzelli et Cesare Milani.
Il obtient une deuxième médaille d'argent olympique en 1936 à Berlin avec Dino Barsotti, Enrico Garzelli, Cesare Milani, Oreste Grossi, Enzo Bartolini, Mario Checcacci, Dante Secchi et Ottorino Quaglierini.